# De kleine blonde dood (film)
De kleine blonde dood is een Nederlandse film uit 1993 van Jean van de Velde, met in de hoofdrollen Antonie Kamerling en Olivier Tuinier.
Het scenario van Jean van de Velde en Rob Houwer is gebaseerd op het gelijknamige boek van Boudewijn Büch uit 1985, maar geen exacte tot in alle details identieke verfilming: in de film heet bijvoorbeeld de hoofdpersoon Valentijn Boecke, terwijl de hoofdpersoon in de suggestief-autobiografische roman Boudewijn Büch heet. De film was een succes in de bioscopen. Er kwamen 358.383 bezoekers in de bioscoop en de film bracht 1.935.929 euro op. De kleine blonde dood won in 1993 een Gouden Kalf voor beste lange speelfilm en hoofdrolspeler Antonie Kamerling werd genomineerd voor een Gouden Kalf als beste acteur.
Voor Houwer was dit zijn volgende project na de minder succesvolle film De gulle minnaar. Eind juni 1992 werd aangekondigd dat Jean van de Velde eind juli 1992 zou beginnen met de verfilming. De namen van de hoofdrolspelers werden toen nog niet bekendgemaakt.

## Verhaal
Valentijn is dichter. Zijn slechte jeugdervaringen, veroorzaakt door zijn tirannieke vader van Duitse afkomst en met een oorlogstrauma, hebben hem onverschillig en egoïstisch gemaakt. Hij leidt een heftig en wild leven waarbij hij maling aan de wereld heeft. Op een nacht heeft hij in een telefooncel seks met Mieke, zijn kleuterjuf van vroeger. Het is een ‘one night stand’  met grote gevolgen, Mieke raakt zwanger. Tot ongeloof en verrassing van Valentijn, besluit ze het kind, dat ze Micky noemt, te houden.
Voor Valentijn verandert er aanvankelijk niets. Hij blijft egoïstisch en gaat door met zijn oude leven. Zijn zoontje bezoekt hij alleen als het jochie jarig is. Dan ziet Valentijn dat Mieke Mickey slaat. Voor Valentijn is het alsof de wereld vergaat. Hij neemt zijn kind mee naar huis en probeert een goede vader te zijn. Gevolg is wel dat hij zijn levenswijze moet aanpassen aan Micky.
Mieke wil Micky terug, maar Valentijn is vastbesloten om zijn zoon uit de handen van zijn voormalige vriendin te houden. Ze spant een rechtszaak aan en de juridische strijd om Micky begint. Allebei doen er ze alles aan om Micky te houden, waarbij Valentijn hoop heeft dat hij het sterkst staat om zijn zoon te kunnen houden. De band tussen Valentijn en Micky wordt namelijk steeds sterker. Op een dag wil Mieke haar zoontje mee naar huis nemen om er een gezellig dagje van te maken. Geheel onverwacht valt Micky echter van de trap, waarna hij in het ziekenhuis belandt. Als blijkt dat Micky in een coma is geraakt, besluit Valentijn hem uit zijn lijden te verlossen.

## Rolverdeling
| Acteur                  | Personage                  |
| ----------------------- | -------------------------- |
| Hoofdrollen             |                            |
| Antonie Kamerling       | Valentijn Boecke           |
| Olivier Tuinier         | Micky                      |
| Loes Wouterson          | Mieke                      |
| Bijrollen               |                            |
| Gees Linnebank          | Vader Boecke               |
| Liz Snoijink            | Moeder Boecke              |
| Yoran Hensel            | Jonge Valentijn            |
| Reinout Bussemaker      | Harold                     |
| Ellen ten Damme         | Dédé                       |
| Porgy Franssen          | Arts in ziekenhuis         |
| Helen Kamperveen        | Lucy de Jong               |
| Willemijn van der Ree   | Verpleegster               |
| Ingeborg Elzevier       | Gynaecoloog                |
| Pamela Teves            | Juffrouw van Dalen         |
| Johan Ooms              | Uitgever                   |
| Gerard van Lennep       | Uitgever                   |
| Maartje Paans           | Elleke                     |
| Hans Leendertse         | Politieagent               |
| Hans Veerman            | Politiecommissaris         |
| Jules Royaards          | Voorzitter Literaire Prijs |
| Flip Heeneman           | Organisator Cultureel Café |
| Jos van de Ven          | Douanier                   |
| Wiegert Werningh-Coster | Douanier                   |
| Maartje Paans           | Elleke                     |
| Adriaan Adriaansen      |                            |
| Doede Bleeker           |                            |
| Monique de Jong         |                            |
| Nico Schaap             |                            |
| Freek van Muiswinkel    |                            |
| Jan Vriend              |                            |

## Scenario
Producent Rob Houwer was direct gegrepen door het boek De kleine blonde dood uit 1985. Nog geen week na het verschijnen kocht hij in maart 1986 de filmrechten van auteur Boudewijn Büch , deze wilde het filmscenario echter niet schrijven en had ook geen belangstelling voor eventuele bewerkingen van zijn boek door anderen. Houwer legde het boek voor aan diverse scenaristen, maar een bruikbaar scenario bleef uit. Totdat Jean van de Velde met kerst 1988 het verzoek kreeg het scenario te schrijven. Van de Velde las het boek en hoewel hij het geen briljant geschreven boek vond, was hij wel onder de indruk van direct weergegeven emoties. Hij schreef een brief aan Houwer waarin hij beschreef wat het boek volgens hem inhield. Houwer was enthousiast en Van de Velde begon aan het scenario. Het enige commentaar van Büch was dat hij niets met de bewerking te maken wilde hebben, alleen dat de vader uit het boek geen NSB'er mocht worden. Van de Velde wijzigde het verhaal wel. Zo worden alle jeugdherinneringen niet als flashback weergegeven, maar vat hij die samen in de eerste acht minuten van de film. De rest van de film speelt in het heden. Voor Van de Velde was het belangrijker om de aandacht te vestigen op de ontwikkeling van Valentijn van nietsnut tot vader.

## Achtergrond
Jean van de Velde richt zich in de film meer op de ontwikkeling van Valentijn, een dichter die als een woeste vrijgezel leeft zonder God of gebod en binnen een dag een echte vader moet worden. Voor die ontwikkeling is wel van belang om te laten zien hoe Valentijn aanvankelijk zo kon ontsporen. Van de Velde concentreert die jeugdherinneringen in de eerste acht minuten van de film. De vader van Valentijn is door zijn ervaringen in Tweede Wereldoorlog beschadigd geraakt en diens waanzin overschaduwt het gezin. De band tussen Valentijn en zijn vader is verstoord en heeft als gevolg dat hij zelf geen vader wil worden. Om het verhaal niet te ingewikkeld te maken, heeft Van de Velde de homoseksualiteit van het hoofdpersonage uit het boek weggelaten. De scenarist/regisseur was bang dat het verwarrend zou werken als dit thema ook in de film zou worden opgenomen. Van de Velde koos bewust voor het thema 'vader en zoon', eerst Valentijn en zijn vader en het gebrek aan genegenheid tussen hen en vervolgens Valentijn en Mickey en de keuze voor het vaderschap. Als Valentijn ziet dat zijn zoon wordt mishandeld, verandert hij van een snuivend seksbeest in een vader die zijn zoon alle liefde wil geven. Het is vervolgens dan des te schrijnender dat Mickey zo ongelukkig komt te overlijden. In de Filmkrant van maart 1993 zegt Van de Velde dat het verlies van een kind het ergste is wat een mens kan overkomen. Hij wilde de onhandigheid van Valentijn als een vader in beeld brengen en tegelijk laten zien hoe hij van zijn kind houdt en goed wil maken wat hijzelf als kind tekortkwam. De euthanasie van Mickey vormt het trieste dieptepunt, een ouder die zelf een einde maakt aan het leven van zijn kind.

## Acteurs
De keuze voor Antonie Kamerling voor de rol van Valentijn was in 1993 een verrassing. Kamerling was tot dan toe voornamelijk bekend door zijn rol van Peter Kelder in de soapserie Goede tijden, slechte tijden. Met De kleine blonde dood brak Kamerling door als filmacteur. Het was een van zijn beste rollen, waarin hij zijn ervaringen, opgedaan tijdens zijn vroegtijdig onderbroken studie rechten, kon gebruiken. Olivier Tuinier daarentegen was bijna de logische keuze voor de rol van de zevenjarige Mickey. Tuinier had al een acteerpresentatie van formaat neergezet met zijn hoofdrol in de film Het zakmes.

## Waar of niet waar?
De roman De kleine blonde dood was het meest succesvolle boek van schrijver/dichter Boudewijn Büch. De auteur verwerkte naar eigen zeggen een belangrijk deel van zijn eigen leven in de roman. Büch vertelde namelijk dat hij een kind had verwekt dat jong was gestorven. Na de dood van Büch bleek dat de auteur veel zaken uit zijn leven had verzonnen en/of aangedikt. In het boek Boudewijn Büch. Verslag van een mystificatie uit 2004 deed verslaggever Rudie Kagie verslag van een onderzoek naar deze verzinsels. Volgens Kagie was Büch in zijn eigen verhalen gaan geloven. Een van Büchs mystificaties was zijn jong gestorven zoon. Vanaf circa 1970 vertelde hij aan vrienden dat hij een zoontje had. In werkelijkheid maakte Büch in die tijd uitstapjes met het zoontje van een bevriend echtpaar, Boudewijn Iskander Pronk. Later begon het verhaal Büch te benauwen, zeker toen sommige vrienden naar het kind informeerden. Om te voorkomen dat zijn fantasieverhaal werd doorgeprikt, vertelde hij dat het kind op jonge leeftijd was overleden. Büch begon zelf in die nieuwe leugen te geloven en verwerkte de dood van zijn kind in zijn debuutroman De blauwe salon uit 1981 en in de gedichtenbundel Dood kind uit 1982. Het hoogtepunt was echter De kleine blonde dood, waarin hij uitgebreid de dood van zijn verzonnen kind beschrijft. Volgens Kagie leed Büch aan pseudologia phantastica, een ziekelijke vorm van liegen. Mensen die aan deze aandoening lijden, gaan op den duur in hun eigen leugens geloven.

## Muziek/gedichten
In het boek speelt de muziek van de Rolling Stones een grote rol. Schrijver Boudewijn Büch was gefascineerd door de zanger van de Stones, Mick Jagger. Voor de film was het gebruik van Stonesmuziek te kostbaar. In plaats daarvan werden op speciaal verzoek Büch als goedkoper alternatief fragmenten opgenomen van een optreden in het Amsterdamse jongerencentrum De Goliath van Harry Muskee & Band, de voortzetting van bluesgroep Cuby and the Blizzards , en is ook muziek van de Nederbeat-groep Q 65 te horen. Het hoofdpersonage Valentijn danst in een disco bijvoorbeeld op een housemixversie van The Life I Live van Q 65. Andere muziek is van The Shoes, The Chaplin Band en Toots Thielemans. Componist van de filmmuziek is Jurre Haanstra. Ook komen er fragmenten in de film voor waarin Valentijn gedichten voordraagt van Jules Deelder, zoals Blues on Tuesday uit 1969, hetgeen Büch zelf ook deed.

## Prijzen en nominaties
- Gouden Kalf 1993 voor beste lange speelfilm Antonie Kamerling
- Nominatie voor een Gouden Kalf 1993 voor beste acteur, Antonie Kamerling
- Rembrandt Awards-Veronica Blad Publieksprijs voor film en video (10 maart 1994)
- Rembrandt voor beste Nederlandse film.